# 東北医科薬科大学若林病院
東北医科薬科大学若林病院（とうほくいかやっかだいがくわかばやしびょういん）は、学校法人東北医科薬科大学が運営し、仙台市若林区大和町二丁目に所在する病院である。

## 概要
1979年（昭和54年）12月3日に日本電信電話公社の職域病院、東北逓信病院として開設された。1980年（昭和55年）8月以降は保険医療機関に指定された上で、NTTグループ社員に限らず一般にも開放された。1985年（昭和60年）4月からはNTT東北逓信病院の名称に、1999年（平成11年）7月からはNTT東日本東北病院の名称となった。
2016年4月1日、東北医科薬科大学にNTT東日本から事業譲渡され、同大が新設する医学部付属病院となった。河北新報が報じたところによれば診療科18科、病床数199床は維持された上で、医師・看護師の雇用も希望者は継続される。

## 沿革
- 1979年（昭和54年）12月3日 - 日本電信電話公社東北逓信病院として開院。
- 1980年（昭和55年）8月1日 - 職域病院から一般病院として診療開始。
- 1985年（昭和60年）4月1日 - NTT東北逓信病院に改称。
- 1999年（平成11年）7月1日 - NTT東日本東北病院に改称。
- 2016年（平成28年）4月1日 - 東北医科薬科大学が事業譲受。東北医科薬科大学の附属病院となり、名称を東北医科薬科大学若林病院に改称。

## 診療科
- 内科
- 小児科
- 外科
- 整形外科
- 産婦人科
- 眼科
- 耳鼻咽喉科
- 皮膚科
- 泌尿器科
- メンタルヘルス科
- 麻酔科
- 歯科
- 口腔外科
- 臨床検査科

## 外来
受付時間（土日祝日、年末年始は休診）
午前8時15分から11時00分まで、午後1時00分から4時00分まで
診察時間（土日祝日、年末年始は休診）
午前8時30分から12時00分まで、午後1時00分から5時00分まで

## アクセス
- 仙台駅西口バスプール5番のりばから仙台市営バス「荒町・若林区役所経由・薬師堂駅行き（大和町・霞の目営業所行き）（遠見塚・霞の目行き）（古城三丁目・霞の目営業所行き）」に乗車、「大和町宮城の萩大通り」下車徒歩1分。
- 地下鉄東西線薬師堂駅よりシャトルバスが運行している（平日：8時00分 - 15時30分）。
- 仙台市地下鉄東西線・薬師堂駅の南1出口より徒歩11分。